# Despić-ház
A Despić-ház (szerbhorvátul: Despića kuća) egy tehetős boszniai szerb család rezidenciája volt Szarajevóban. Legrégibb részei a 17. században, oszmán stílusban épültek, ám a későbbi átépítések és hozzátoldások következtében európai kinézetet öltött. Különböző korokban épített és berendezett szobái betekintést nyújtanak Szarajevó történelmébe, stílusainak változásába. Homlokzata 1882-ben nyerte el mai barokk kinézetét. 1953 óta múzeumként működik.

## Története
A Gacko városából származó Risto Slijepčević ortodox szerb szőrmekészítő és -kereskedő 1760 körül költözött Szarajevóba, és egy Despa nevű szarajevói hölgyet vett feleségül. Leszármazottjaikat a hagyomány szerint a Ristići patronimával illették, de anyjuk neve után Despićinek is nevezték őket, és végül a család vezetékneveként a Despić honosodott meg. A családfő 1780 körül egy 17. századi házat vásárolt a város keresztények által lakott Latinluk negyedében, mely egy földszinti és egy emeleti szobából állt (ez ma az épület középső része); néhány év múlva a szomszédos, hasonló kialakítású házat is megvásárolta és összeépítette vele.
A család több generáción keresztül sikerrel űzte a szőrmekészítői foglalkozást (egy időben húsz munkást foglalkoztattak), több üzletük volt a központban, és kapcsolatban álltak az ortodox keresztény közösség befolyásos személyiségeivel. A 19. században azonban a divat változása miatt a szőrme iránti kereslet visszaesett, így a Despićek ezután főként kereskedéssel foglalkoztak.
1820 körül egy további földszinti és egy emeleti szobával toldották meg az épületet. A 19. század végén az emeleti helyiségek többségét a Monarchiára jellemző, bécsi stílusban rendezték be, a ház pedig 1882-ben, a nagy szarajevói tűzvész után történő újjáépítés során nyerte el jelenlegi kinézetét, Franjo Linardić és Franjo Moise spliti építészek munkája eredményeként.
A család legismertebb tagja, a 19. századi Szarajevó egyik legérdekesebbnek tartott személyisége Maksim „Makso” Despić (1836–1925) volt, kinek önéletrajzából az olvasó megismerheti Szarajevó 19. századi átalakulását. Kétszer zarándokolt Jeruzsálembe, ezért Hádzsi Maksónak is nevezték.
A 20. század közepén a külföldön élő leszármazottak a városnak adományozták a házat azzal a kitétellel, hogy múzeumként használják azt. A múzeum 1953-ban nyílt meg, de a karbantartás hiánya miatt leromlott és 1971-ben bezárták. A boszniai háborúban megrongálódott. 2000-ben végül megkezdték felújítását, és 2002-ben ismét múzeumként nyitották meg.

## Leírása
A ház a város Latinluk negyedében, a Miljacka partján áll. Alapterülete 10,4 × 18,4 méter, szobáit egykoron nyitott tornácok, úgynevezett divanhanák kötötték össze. Kertje régen egészen a folyóig nyúlt, és udvar is tartozott hozzá, azonban a környék beépítése és a folyóparti út létrehozása következtében a telek töredékére zsugorodott.
Az épületben megtekinthető szobák:
- Az anya szobája (mamina soba) vagy régi szoba (stara soba) a földszint nyugati részén található; 18. századi oszmán stílusú berendezését bursai párnákkal díszített díványok, díszes faragott szekrény, fekvőhely, kályha, tükör jellemzi.
- Az apa szobája (babina soba) vagy Makso Despić hádzsi szobája az előbbi mellett helyezkedik el; hasonló oszmán stílusban rendezték be (díványok, kályha, láda, alacsony asztal, mosdóedény). Megjegyzendő, hogy a korabeli Boszniában a keresztények is keleti stílusban rendezték be házaikat; különbség csak az ikonok jelenlétében és a színek használatában volt.
- A boltozatos szoba (kubelija) az apa szobája fölött épült emeleti szoba; az előbbivel rejtett lépcső köti össze, és csak a családfő használhatta. Itt már ötvöződik a keleti és a nyugati stílus: az oszmán bútorok mellett látható egy komód (melyet Makso Despić valószínűleg a francia konzultól vásárolt), velencei tükör, és egy angol óra.
- A nagy szoba (velika soba) vagy színház-szoba (pozorišna soba), mellette gardróbbal a 19. század elején épült a földszint keleti részén. 1870 körül itt tartották Bosznia-Hercegovina legelső színi előadásait; a közönség főként a család tagjaiból és ismerőseiből állt, a darabokban pedig Makso és Mićo Despić is szerepeltek. Mennyezete festett, a falakon a Despićekről készült festmények és családfájuk tekinthető meg.
- Hálószoba és szalon az emelet nyugati részén; 1888-ban rendezték be a Monarchiára jellemző barokk stílusban. A hálószobát Pero Despić, Makso fia használta; a szalont Pero felesége, az osztrák Wilhemina rendezte be hozományba adott bútoraival. Wilheminának nagy szerepe volt abban, hogy meghonosítsa a házban a bécsi stílust és szokásokat (társasági összejövetelek, kávézás, zongoradélutánok).
- Étkező az emelet keleti részén; szintén 1888-ban rendezték be. A díszes, porosz bútorok mellett itt kapott helyet Wilhemina zongorája is. A szoba bejáratánál a Despićek fényképeit és személyes tárgyait állították ki.
- Az étkezőhöz csatlakozó kis szalon, ahol Darinka Despić, Makso lánya lakott. Itt tekinthető meg a Spiridon Rajković (Makso sógora) által 1160 gyapjúcsomóból készített faliszőnyeg (sejjada).

A konyha és a mellékhelyiségek a félemeleten elhelyezkedő, kisméretű északi szárnyban voltak.

## Képek

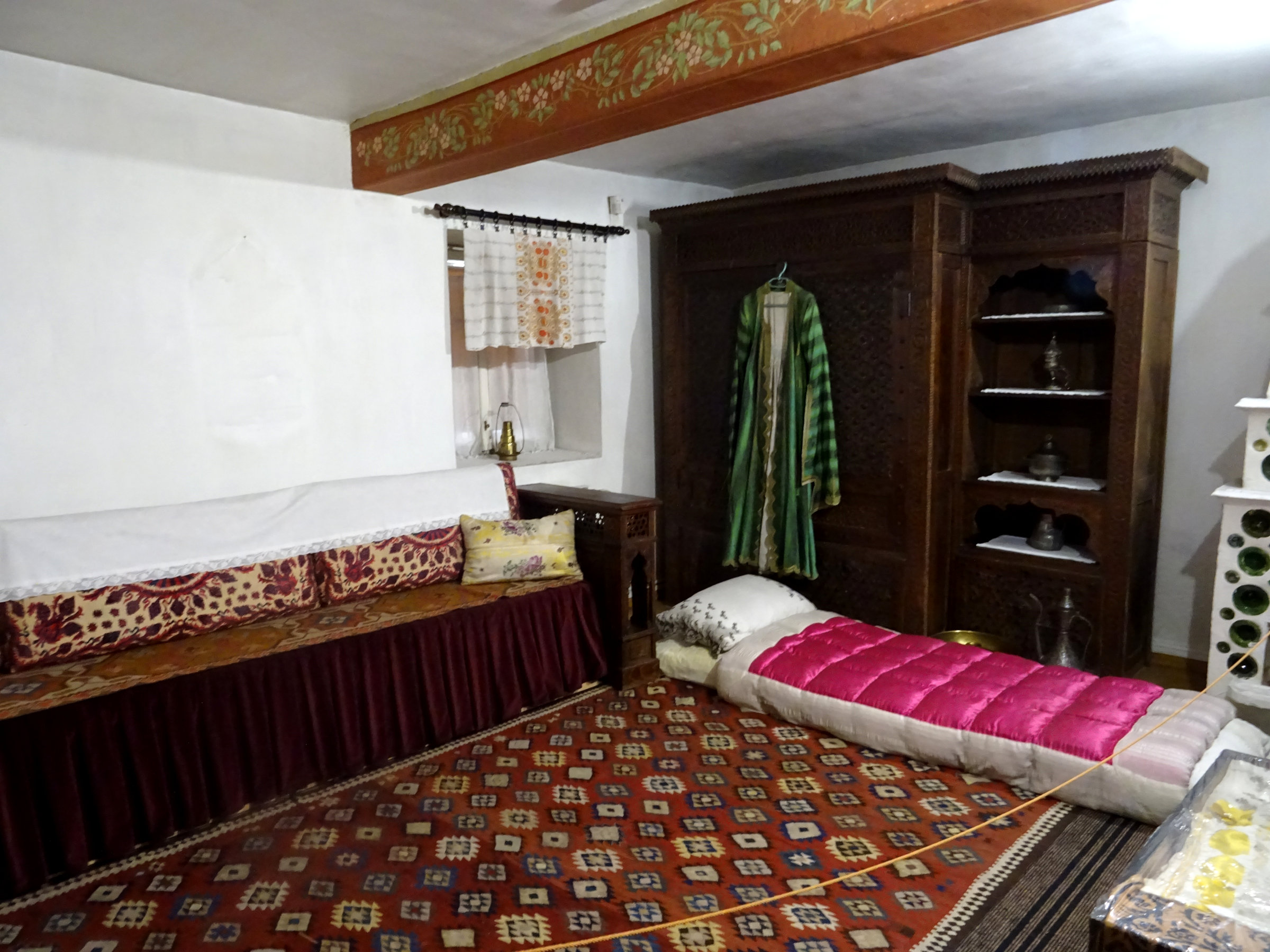
Az anya szobája
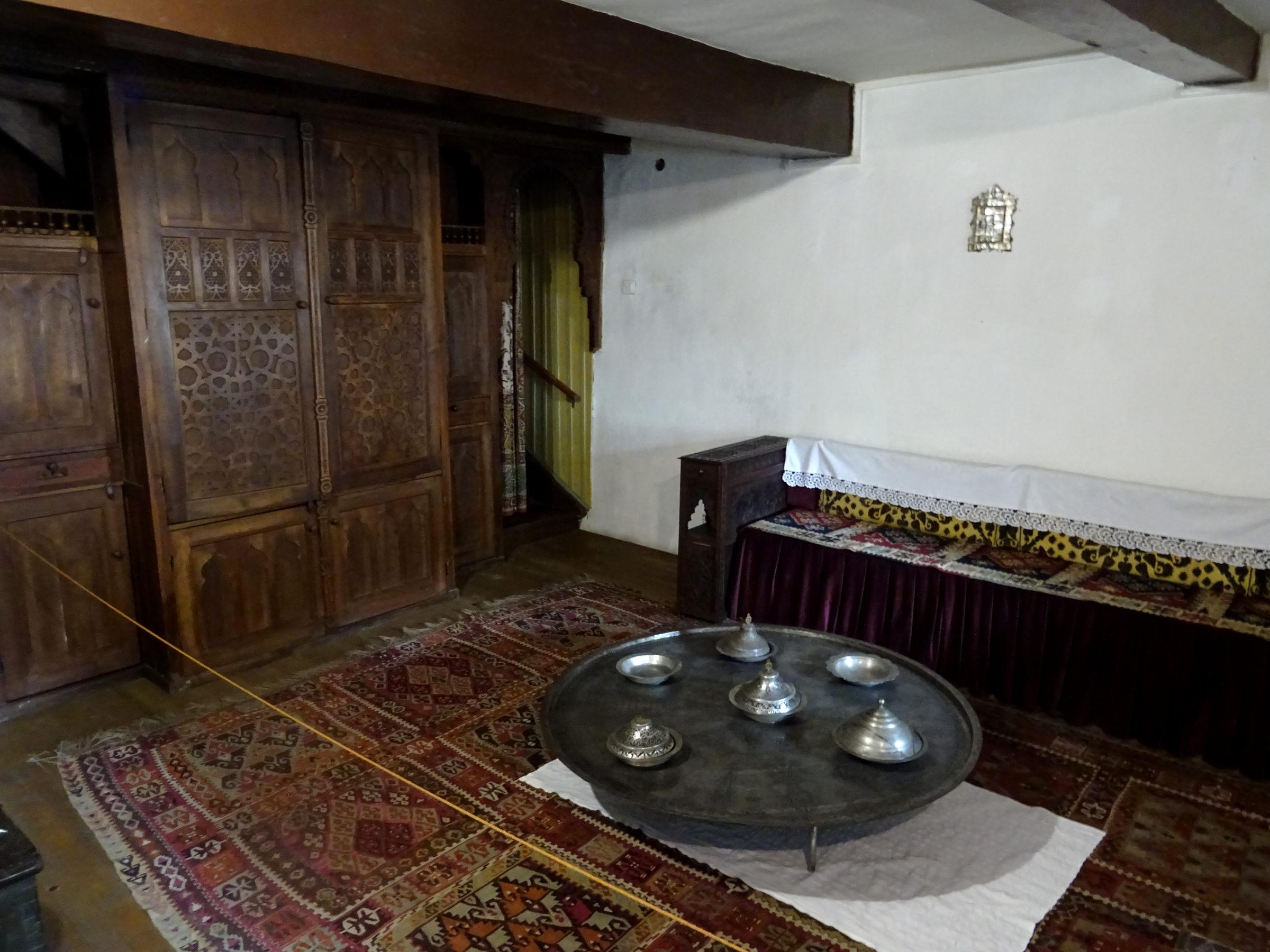
Az apa szobája
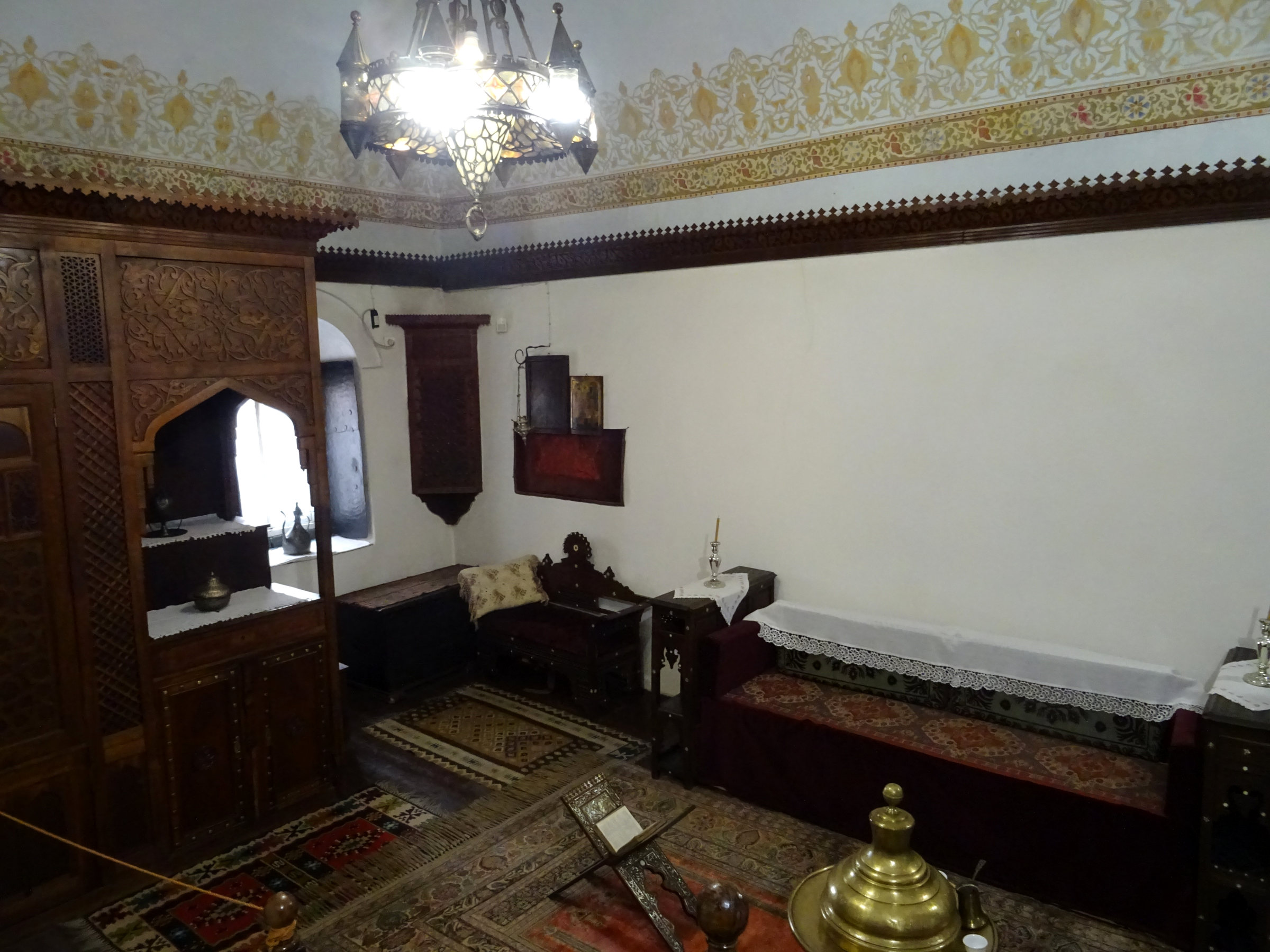
Kubelija
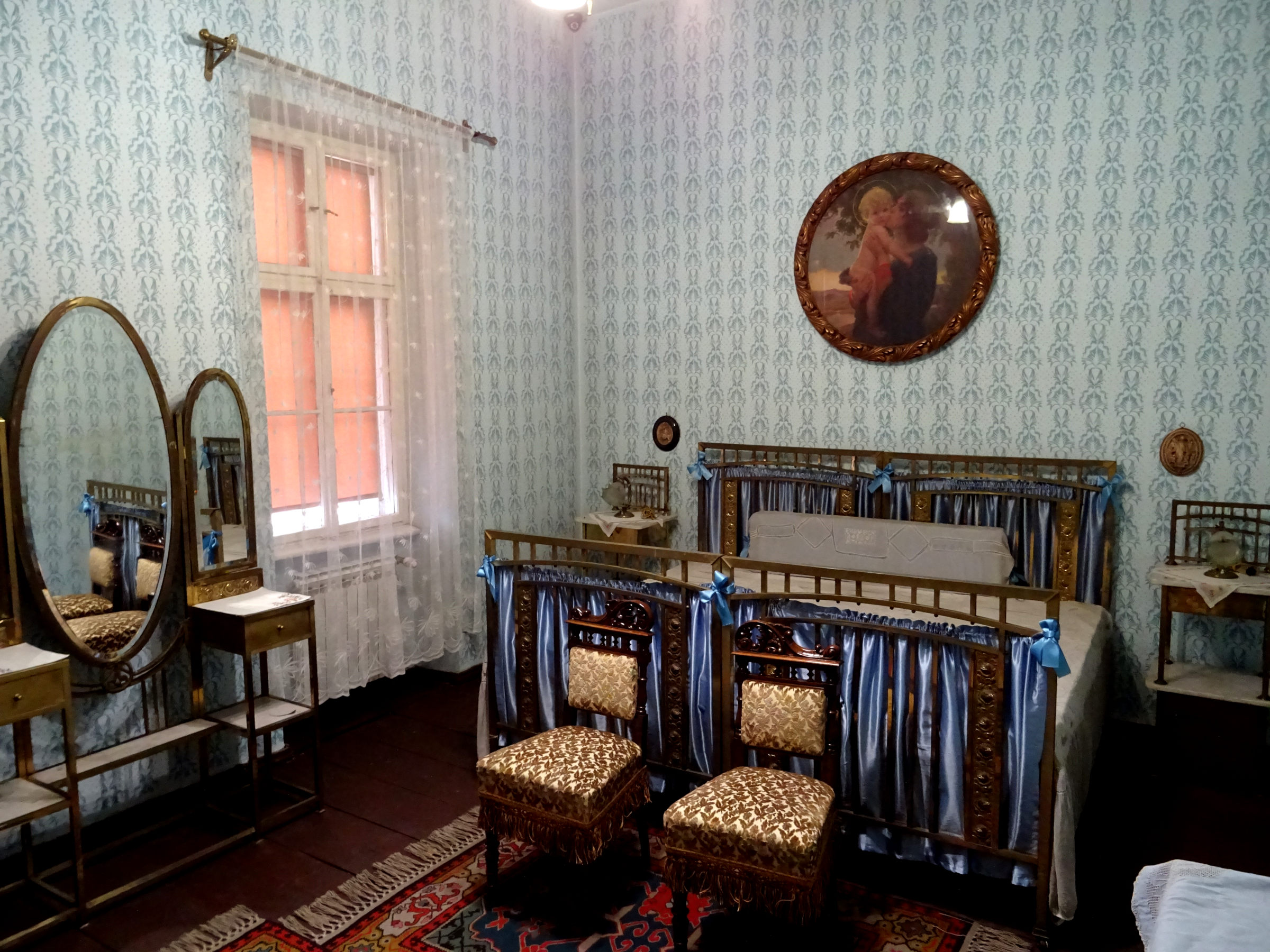
Barokk hálószoba
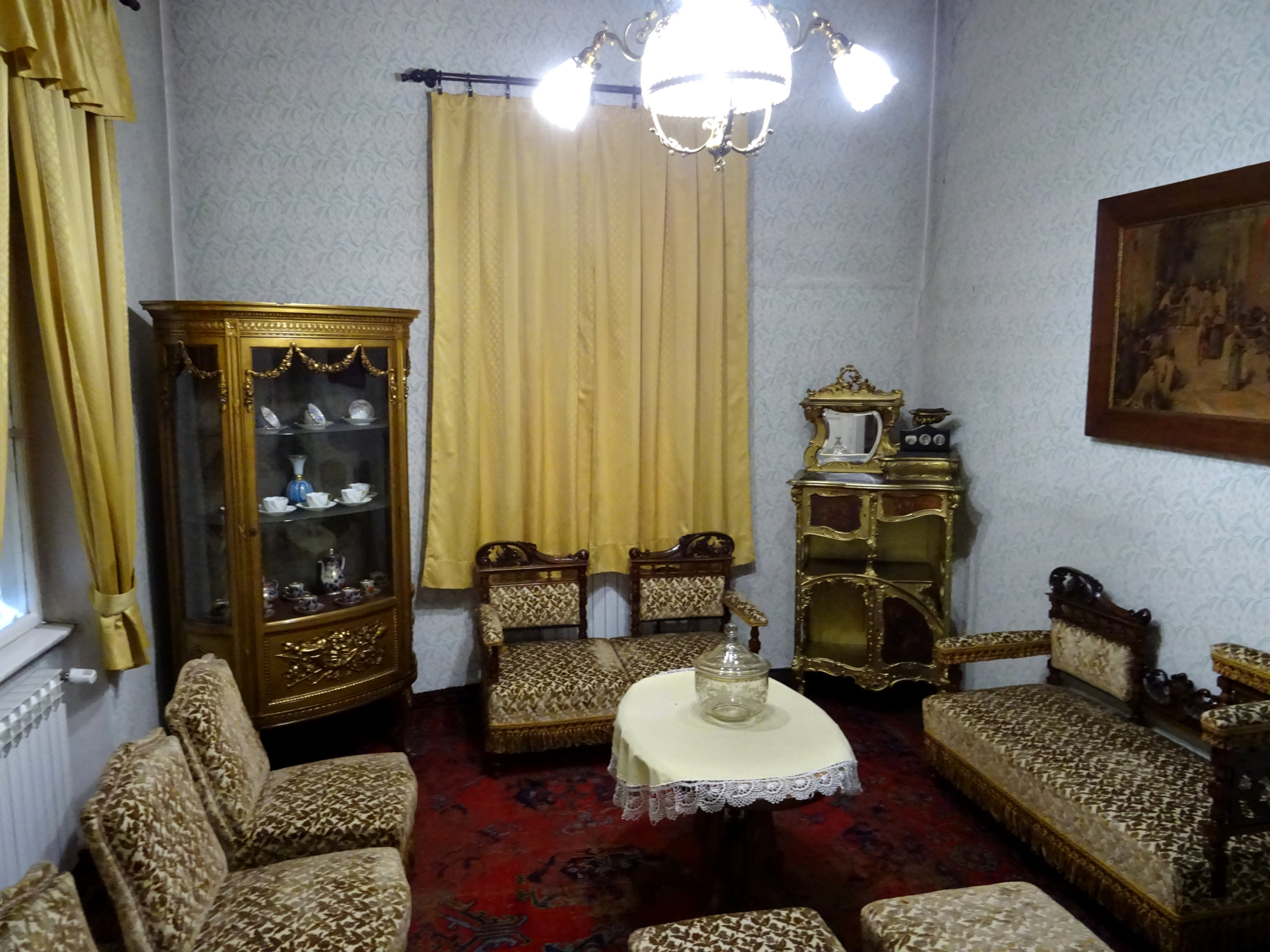
Barokk szalon